# Neofitzroyomyces
Neofitzroyomyces is een monotypisch geslacht uit de familie Stictidaceae. Het bevat alleen de soort Neofitzroyomyces nerii.